# 가사오카 제도

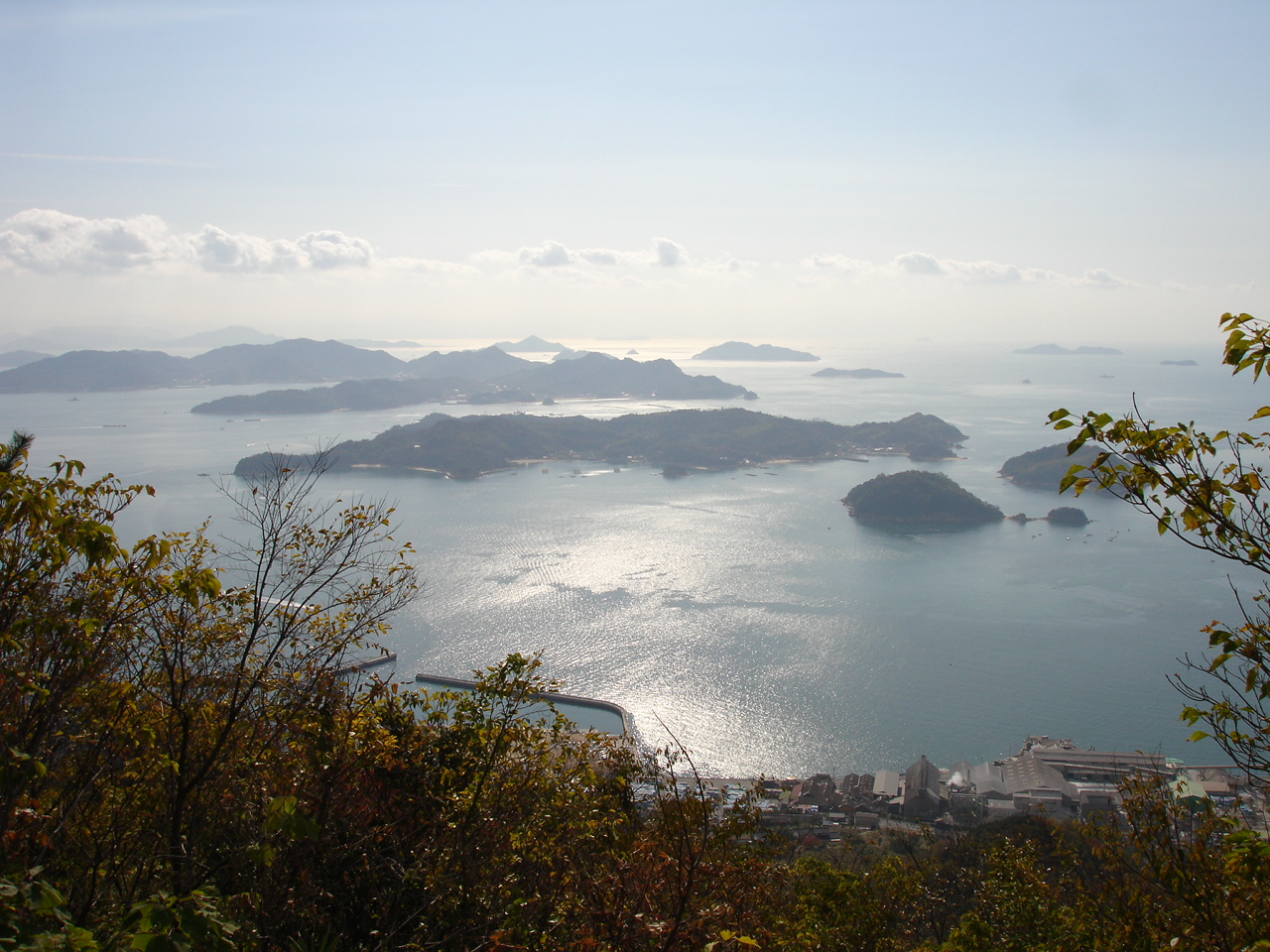
고섬에서 바라보는 가사오카 제도

가사오카 제도(笠岡諸島 가사오카쇼토[*])는 세토 내해 중부에 있는 제도이다. 모든 섬이 일본 오카야마현 가사오카시에 속한다. 2019년, 일본 유산으로 인정되었다.